# عبدالحسین نیک‌پور
عبدالحسین نیک‌پور (تولد ۱۲۷۳ - مرگ ۱۳۴۷شمسی) سرمایه‌دار، سناتور، نماینده مجلس شورای ملی و رئیس اتاق بازرگانی تهران بود.
عبدالحسین نیک‌پور فرزند محمدحسن در تهران متولد شد. پس از گذراندن تحصیلات مقدماتی به تجارت بلور روی آورد و از این راه به ثروت رسید. در زمان وزارت مالیه علی‌اکبر داور همیشه مشاور او بود و در برنامه‌های اقتصادی یاری‌اش می‌داد. 
در سال ۱۳۱۱ عده‌ای از تجار دور هم گرد آمدند تا درباره تشکیل سندیکای تجارت مذاکره کنند. هدف از این سندیکا آن بود که محصول صادراتی کشور با شیوه و شکل موردپسند دنیا در بازارهای خارجی عرضه شود و این سندیکا یگانه شرکت صادراتی ایران باشد تا کلیه امور صادراتی کشور را اداره کند. در جلسه‌ای که در منزل محمدحسین امین‌الضرب تشکیل شد چند نفر از تجار نطق‌هایی ایراد کردند. محمدحسین امین‌الضرب پیشنهاد کرد شالوده شرکت را دولت بنا نهد و تجار در آن سهیم شوند ولی نیک‌پور معتقد بود شالوده شرکت را خود تجار بنا کنند و دولت مزایایی در اختیار آن‌ها قرار دهد. سایر تجار نیز این نظر را قبول کردند که سندیکا را خود تجار بنا گذارند. هیئت مؤسس متشکل از محمدحسین امین‌الضرب، کاشانچی، دهدشتی، عبدالحسین نیک‌پور، محمدکاظم وهابزاده، کاشف، علی وکیلی، علی‌محمد محلوجی، محمدحسین بلورفروشان و قزوینی بود. 
عبدالحسین نیک‌پور از مالکان کارخانه بلورسازی و شرکت بیمه و همچنین کارخانه ریسباف قم بود. او همچنین در سال ۱۳۳۱ بانک پارس را تأسیس کرد. قاسم لاجوردی در مصاحبه‌اش با تاریخ شفاهی هاروارد می‌گوید: «یک دفعه تلفن کرد، از آمریکا که برگشتم هنوز، از ژاپن عوضی می‌گویم از ژاپن که برگشتم نمی‌دانم رئیس اتاق مثل اینکه دیگر نبود سناتور بود. یکی روز تلفن کرد من رفتم دفتر بانک پارسش. خوشش نیامده بود که ما اسم بانک بین‌المللی را روی بانک‌مان گذاشتیم. آنها یک بانک پارس داشتند ما یک بانک بین‌المللی ایران و ژاپن درست کرده بودیم. منظورش فقط همین بود که به من بفهماند که چرا شما بین‌المللی گذاشتید اگر می‌شود این کلمه را از روی آن بردار.»  
محمدابراهیم پسر او نیز به نمایندگی مجلس و سناتوری رسید و پسر دیگرش منوچهر نیز از مدیران اقتصادی و بانکی بود.

## نمایندگی مجلس شورای ملی
نیک‌‌پور در سال ۱۳۱۱ به نمایندگی تهران به مجلس شورای ملی رفت دوره نهم مجلس شورای ملی و این کرسی را تا دوره سیزدهم حفظ کرد. دوره چهاردهم در سال ۱۳۲۲ از دماوند نامزد شد اما در انتخابات شکست خورد. سپس به قوام‌السلطنه نزدیک شد و ریاست کمیسیون اقتصادی او را در مسکو عهده‌دار بود و برای حل مسئله نفت شمال همراه قوام عازم شوروی شد.  در زمان نخست‌وزیری قوام‌السلطنه توانست دوباره به کرسی نمایندگی تهران در مجلس بازگردد (دوره پانزدهم).
با گشایش مجلس سنا در سال ۱۳۲۸ به سناتوری از تهران رسید و مجموعاً پنج دوره تا هنگام مرگ سناتور بود. 
نیک‌پور شش سال عضو انجمن شهرداری تهران نیز بوده است. 

## ریاست اتاق بازرگانی تهران
از سال ۱۳۱۲ تا سال ۱۳۳۵ ریاست اتاق بازرگانی تهران را برعهده داشت. نیک‌پور صحنه‌گردان بنیان‌گذاری و نظارت بر هیئت‌های رئیسه دو تشکل سیاسی بازار نیز بود؛ اتحادیه بازرگانان که در ۱۳۲۲ش تأسیس گردید و بعد در سال ۱۳۲۸ ش به اتاق بازرگانی تهران پیوست، و اتحادیه اصناف بازار تهران که در سال ۱۳۲۶ش برای مبارزه با حزب توده بنیاد نهاده شد.  او طولانی‌ترین دوران ریاست اتاق بازرگانی تهران را تا پیش از انقلاب داشت. نیک‌پور در جشن سی سالگی اتاق، که در اسفند ۱۳۳۵ برگزار شد، دستاوردهای ریاست بیست‌و‌اندی ساله خود در اتاق را به شرح زیر برشمرد: انتشار نشریه مرتب و مستقل، تأسیس بیمارستان بازرگانان، تأسیس خیریه مستمر بازرگانان و تشریک مساعی با بانک‌ها و بیمه‌ها. نیک‌‌پور در این جلسه، یک سال پیش از موعد قانونی به دلیل بیماری از ریاست اتاق کناره‌گیری کرد. 
در حین دوران ریاست عبدالحسین نیک‌پور، اتاق تجار نام خود را برای بار دیگر تغییر داد و بر اساس قوانین و عرف بین‌المللی، عنوان اتاق بازرگانی برای آن انتخاب گردید. 
نیک‌پور در چشم بازاری‌ها بیشتر به‌عنوان حامی آن‌ها به شمار می‌آمد که می‌توانست حرف آن‌ها را به مقامات برساند و به همین سبب نیز در بین مقامات ارتقا می‌یافت.  «نیکپور روزهای جمعه درب خانه‌اش باز بود برای اینکه افراد بروند آنجا یعنی در آن ایام سیاست گویا رضاشاه بوده که افراد سرشناس شهر اخبار برایش ببرند، رابط بودند این افراد بین رضاشاه و مردم. روزهای جمعه اینها می‌نشستند توی خانه‌‌هایشان و مردم می‌رفتند آنجا احوالپرسی و درددل کردن. در این درددل‌ها آن صاحب مجلس از وضع مشکلات و گرفتاری‌های مردم آنچه در کوچه و بازار گفته می‌شد اطلاعاتی پیدا می‌کرد و چون آن‌ها ارتباط با رضاشاه داشتند می‌توانستند شرفیابی پیدا کنند بگویند از این استفاده می‌شد. من هم همان قبل از اینکه توی اتاق بازرگانی بروم گاهی می‌رفتم پیش نیکپور».  
پایان دوره نیک‌پور پایان اقتدار نسبی اتاق نیز به شمار می‌آید. در زمان نیک‌پور وزرا برای پاسخ‌گویی به اتاق دعوت می‌شدند اما پس از این دوره دیگر اتاق این اقتدار را نداشت.

## بیمارستان بازرگانان
وی از ابتدا در زمره متولیان بیمارستان بازرگانان بود که توسط غلامحسین کاشف و محمود کیهان  منصوب شد اما پس از چندی خود به همراه تنی چند از بازرگانان دیگر اقدام به وقف جهت گسترش بیمارستان بازرگانان کرد. 
«عبدالحسین نیک‌پور، رئیس اتاق بازرگانی پیشنهاد کردند که بنگاه خیریه بازرگانان، ساختمان یک بیمارستان بزرگ و مجهز را در تهران در رأس برنامه خود قرار دهد و این بیمارستان را در ناحیه کارگری و فقیرنشین شهر تأسیس کند که زودتر و بهتر بتواند به خدمت افراد این طبقه بپردازد و اتاق بازرگانی تهران هم در این اقدام خیر شرکت جوید. این پیشنهاد به تصویب هیئت‌مدیره بنگاه خیریه رسید. بلافاصله نیک‌پور جلسه اتاق بازرگانی را برای اخذ تصمیم قطعی دعوت نمود و در این جلسه مهدی مشایخی، شهردار وقت تهران، نیز حضور داشتند. پس از طرح موضوع، اتاق بازرگانی آمادگی خود را برای اقدام نوع‌‌پرورانه اعلام داشت و مهدی مشایخی نیز به نمایندگی از شهر تهران موافقت نمود محل نقلیه شهرداری تهران را که یک سربازخانه قدیمی واقع در خیابان ری بخش ۷ می‌باشد جهت ایجاد بیمارستان در اختیار اتاق بازرگانی قرار دهد. 
نیک‌پور جریان امر را با قوام‌السلطنه، نخست‌وزیر وقت در جریان گذاشت و موافقت ایشان را نیز به واگذاری محل مزبور جهت ساختمان یک بیمارستان عالی و کامل جلب نمود.» 

## مرگ
عبدالحسین نیکپور در ۲۱ تیر ۱۳۴۷ درگذشت و مراسم ایشان از سوی خانواده‌اش در قم برگزار شد. 

## پاورقی
1. ↑   دکتر محمود کیهان، استاد حقوق دانشگاه تهران و از وکلای حقوقی و بعدها مشاوران حقوقی سازمان برنامه و بودجه